# گاستریا
گاستریا(نام علمی: Gasteria) نام یک سرده از زیرخانواده علف‌درختان آسفودلویدآ است.